# Knockaround Guys
Knockaround Guys is een Amerikaanse film uit 2001, geregisseerd door Brian Koppelman en David Levien.

## Verhaal
De wannabe zonen van een stel gangsters gaan naar een afgelegen stad in het Midwesten en raken meer in de problemen dan iemand ooit zou kunnen verwachten.

## Rolverdeling
- Barry Pepper - Matty Demaret
- Andy Davoli - Chris Scarpa
- Seth Green - Johnny Marbles
- Vin Diesel - Taylor Reese
- John Malkovich - Teddy Deserve
- Arthur J. Nascarella - Billy Clueless
- Tom Noonan - Sheriff Decker
- Nicholas Pasco - Freddy the Watch
- Shawn Doyle - Deputy Ward
- Kevin Gage - Brucker
- Dennis Hopper - Benny Chains